# أبيون النفل
أبيون النفل أو سوسة كمثرية الشكل (الاسم العلمي Apion apricans)، حشرة من السوسيات. طولها من 3 إلى 4 مم. لونها إلى الحمرة الزاهية. تركب أوراق النفل فتسردها. يرقاتها تركب الأزهار فتقرنها وتقفم مماليقها.